# Mijarojos
Mijarojos es una localidad española del municipio de Cartes, en la comunidad autónoma de Cantabria. Tiene una población de 381 habitantes (2023, INE).

## Geografía
Es un pueblo situado en terreno montuoso, a 110 m de altitud sobre el nivel del mar.  Está a 3,5 km de la capital municipal. Es una población dispersa en diversos barrios, como La Fuente o La Peña.

## Historia
Es una de las localidades que conformó el primer ayuntamiento constitucional de Cartes, formado durante el Trienio Liberal (1821-1823). Hacia mediados del siglo XIX, el lugar tenía contabilizada una población de 26 habitantes. Aparece descrito en el decimoprimer volumen del Diccionario geográfico-estadístico-histórico de España y sus posesiones de Ultramar de Pascual Madoz de la siguiente manera:

MIJAROJOS: ald. en la prov. y dióc. de Santander, part. jud. de Torrelavega, aud. terr. y c. g. de Burgos, ayunt. de Cartes. sit. en terreno montuoso con vertientes al r. Besaya; su clima es templado; sus enfermedades mas comunes catarros y tercianas. Tiene 7 casas; una igl. y buenas aguas potables. Confina N. Torres; E. la Barquera; S. Mercadal, y O. Campos de Estrada. El terreno es de mediana calidad. prod.: granos, legumbres, hortaliza y pastos; cria ganados y caza de varios animales. pobl.: 7 vec., 26 almas. contr.: con el ayunt.
(Madoz, 1848, p. 413)